# Pandanus philippinensis
Pandanus philippinensis är en enhjärtbladig växtart som beskrevs av Elmer Drew Merrill. Pandanus philippinensis ingår i släktet Pandanus och familjen Pandanaceae. Inga underarter finns listade.